# Billy Zane
William George "Billy" Zane, Jr. (n. 24 februarie 1966) este un actor și producător american.

## Filmografie

### Ca actor

#### Film
- Back to the Future (1985)  -  Match
- Critters (1986)  -  Steve Elliot
- Brotherhood of Justice (1986) - Les
- Going Overboard (1989)  -  King Neptune
- Dead Calm (1989)  -  Hughie Warriner
- Back to the Future Part II (1989)  -  Match
- Megaville (1990)  -  Raymond Palinov/Jensen
- Memphis Belle (1990)  -  Lt. Val Kozlowski
- Miliardi (1990)  -  Maurizio Ferretti
- Femme Fatale (1991) ... Elijah
- Blood and Concrete: A Love Story (1991)  -  Joey Turks
- Lake Consequence (1992)  -  Billy
- Orlando (1992)  -  Shelmerdine
- Flashfire (1993)  -  Jack Flinder
- Sniper (1993)  -  Richard Miller
- Posse (1993)  -  Colonel Graham
- Poetic Justice (1993)  -  Brad
- Tombstone (1993)  -  Mr. Fabian
- Reflections on a Crime (1994)  -  Colin
- The Silence of the Hams (1994)  -  Jo Dee Fostar
- Only You (1994)  -  Harry, The False Damon Bradley
- Reflections in the Dark (1995)  -  Colin
- The Set-Up (1995)  -  Charles Thorpe
- Demon Knight (1995)  -  The Collector
- The Phantom (1996)  -  The Phantom/Kit Walker
- Head Above Water (1996)  -  Kent
- Danger Zone (1997)  -  Rick Morgan
- This World, Then the Fireworks (1997)  -  Marty
- Titanic (1997)  -  Caledon N. "Cal" Hockley
- I Woke Up Early the Day I Died (1998)  -  The Thief
- Susan's Plan (1998)  -  Sam Myers
- Pocahontas II: Journey to a New World (1998)  -  John Rolfe (voce)
- Taxman (1999)  -  George Putter
- Zoolander (2001)  - Himself (uncredited)
- The Believer (2001)  -  Curtis Zampf
- CQ (2001)  -  Mr. E
- Morgan's Ferry (2001)  -  Sam
- Landspeed (2002)  -  Michael Sanger
- Silent Warnings (2003)  -  Sheriff Bill Willingham
- Vlad (2003)  -  Adrian
- The Kiss (2003)  -  Alan Roberts/young Philip Naudet
- Silver City (2004)  -  Chandler Tyson
- The Last Drop (2005)  -  Robert Oates
- Dead Fish (2005)  -  Virgil
- The Pleasure Drivers (2005)  -  Marvin
- BloodRayne (2006)  -  Elrich
- Survival Island (sau Three) (2006)  -  Jack
- Valley of the Wolves: Iraq (2006)  -  Sam William Marshall
- Memory (2006)  -  Taylor Briggs
- The Mad (2007)  -  Jason Hunt
- Fishtales (2007)  -  Profesor Thomas Bradley
- Alien Agent (2007)  -  Tom / Saylon
- Perfect Hideout (2008)  -  Victor
- The Man Who Came Back (2008)  -  Ezra
- Love N' Dancing (2009)  -  Kent Krandel
- Surviving Evil (2009)  -  Sebastian 'Seb' Beazley
- Magic Man (2009)  -  Darius
- Blue Seduction (2009)  -  Mikey Taylor
- Evil – In the Time of Heroes (2009)  -  The Prophet
- Darfur (2009)  -  Bob Smith
- The Hessen Affair (2009)  -  Jack Durant
- The Confidant (2010)  -  Monty
- Flutter (2010)  -  Edwin
- Enemies Among Us (2010)  -  Graham
- Mama, I Want to Sing! (2011)  -  Dillan
- The Roommate (2011)  -  Profesor Roberts
- Sniper: Reloaded (2011)  -  Richard Miller
- Mercenaries (2011)  -  Colonel Torida
- The Scorpion King 3: Battle for Redemption (2012)  -  King Talus
- Electrick Children (2012)  -  Paul
- Two Jacks (2012)  -  Max Faraday
- Border Run (2012)  -  Aaron Talbert
- Dark Star Hollow (2012)  -  The Devil
- The Employer (2013)  -  Alan
- The Kill Hole (2013)  -  Marshall
- Blood of Redemption (2013)  -  Quinn Forte
- Scorned (2014)  -  Kevin
- Mining for Ruby (2014)  -  Profesor Sam Goodwell
- A Winter Rose (2014)  -  Preston Holdsworth
- Mad Dogs (2015)  -  Milo
- Trouble Sleeping (2015)  -  Charles
- Zoolander 2 (2016) - Rolul său
- Swing State  (2016) - Governor Richard Sollow
- Dead Rising: Endgame (2016) - Leo Rand
- Blue World Order (2016) -  Master Crane
- White Island (2016) - Leo
- Sniper: Ghost Shooter (2016) - NSC Agent Richard Miller
- The Adventure Club  (2016)
- Sniper: Ultimate Kill (2017) - NSC Agent Richard Miller
- Samson (2018) - Regele Balek
- Holmes & Watson (2018) - Rolul său
- Cliffs of Freedom (2019) - Christos
- The Great War (2019) - Colonel Jack Morrison
- Ghosts of War (2020) - Dr. Engel
- Final Kill (2020) - Carl Riser
- Guest House (2020) - Douglas Masters
- Battle of the Bulge: Winter War (2020) - General Omar Bradley
- The Believer (2021) - Dr. Benedict
- Iké Boys (2021) - Newt Grafstrom
- Hellblazers (2022) - Joshua

#### Filme de televiziune
- Brotherhood of Justice (1986) .... Les
- Lake Consequence (1993) .... Billy
- Cleopatra (1999) .... Marc Antony
- Hendrix (2000) .... Mike Jeffrey
- Sole Survivor (2000) .... Joe Carpenter
- Invincible (2001) .... Os
- Diamantul blestemat ca Mike Kardec
- Bet Your Life (2004) .... Joseph
- Journey to Promethea (2010) .... King Laypach
- Barabbas (2012) .... Barabbas
- Red Clover (2012, lansat original ca Leprechaun's Revenge) .... Sheriff Conor O'Hara
- Hannah's Law (2012) .... Lockwood
- The Winter Dragon (2015) .... Ishamael

#### Seriale TV
- Heart of the City (1986) .... Tobin
- Matlock (1987) .... Eric Dawson
- 21 Jump Street (1987) .... Matthew Goldblatt
- Crime Story (1988) .... Frankie 'The Duke' Farantino
- Murder, She Wrote: A Very Good Year for Murder (1988) .... Tony Gambini
- Twin Peaks (1991) .... John Justice Wheeler
- Tales From the Crypt: Well-Cooked Ham (1993) ... Miles
- The New Batman Adventures (1998) .... Etrigan the Demon
- Boston Public (2001) .... Matthew Baskin
- Charmed (2005) .... Drake
- Samantha Who? (2009) .... Winston Funk[2]
- The Deep End (2010) .... Cliff Huddle
- Robot Chicken (2012) .... King Ding Dong
- Psych - The Break-Up (2014) .... Ian Collins[3]
- Community: Advanced Safety Features (2015) .... Honda Boss

#### Jocuri video
- SSX Tricky (2001) .... Brodi (voice only)
- Kingdom Hearts (2002) .... Ansem, Seeker of Darkness
- Kingdom Hearts: Chain of Memories (2004) .... Ansem, Seeker of Darkness
- Kingdom Hearts HD 1.5 Remix (2013) .... Ansem, Seeker of Darkness

#### Videoclipuri
- Marilyn Manson - "The Dope Show" (1998) .... Recording industry executive
- Staind - "Epiphany" (2001)
- Avril Lavigne - "Rock n Roll" (2013)[4]

### Ca producător
- Fishtales (2007) (Co-producător)